# حكي البسيطة
حكي البسيطة هو جبل، في ناحية الشبكة بقضاء النجف، بمحافظة النجف، بصحراء الحجرة بالبادية العراقية جنوب غرب العراق.